# شيك ان
قناة شيك ان (بالإنجليزي Check Inn TV)، هي قناة فضائية بدأت بالبث في نوفمبر 2013، تبث برامج وحلقات وأفلام وثائقية سياحية حول العالم، أول قناة في الشرق الأوسط متخصصة في السفر والسياحة، وتستهدف الشرق الأوسط وشمال أفريقيا، وتعود ملكيتها لرجل الأعمال القطري محمد سلطان جبر الكواري، توقف بث القناة في منتصف شهر يونيو عام 2017 إلى أجل غير مسمى.

## البرامج
- أكتشف سويسرا
- مقاطعة أورانج، اكتشف كاليفورنيا
- اكتشف اندونيسيا
- اكتشاف جزر المالديف
- اكتشف جنوب أفريقيا
- السفر الحديث
- اكتشاف العالم
- حديث في السياحة زيمبابوي

وغيرها من البرامج.

## وصلات خارجية
رفاهية السفر - جزيرة " بورا بورا "